# EUJUST Thémis
La mission civile de soutien à l’État de droit en Géorgie, également appelée EUJUST Thémis, est une opération de l'Union européenne dont le but est le soutien du processus de transition démocratique en Géorgie. Lancée dans le cadre de la PSDC le 1er juillet 2004, elle ne dure qu’un an et s’achève en juillet 2005. 

## Mandat
EUJUST Thémis reçoit 4 tâches formant son mandat : le soutien à la réforme de la justice pénale, à l’élaboration de nouveaux textes législatifs, à la coordination des autorités dans le domaine de la justice et de la lutte contre la corruption, et l’encouragement à coopérer dans le domaine pénal. 

## Bilan
Bien que la mission soit officiellement terminée, une petite équipe restée sur place a continué à soutenir les autorités géorgiennes sur les questions d’Etat de droit et de contrôle des frontières. Aux termes de la Française Sylvie Pantz, cheffe de la mission, le « succès [d’EUJUST Thémis], c’est l’appropriation par les Géorgiens ». Toutefois, l’un des aspects regrettables, selon elle, tient dans le fait que les experts participant à la mission n’ont « jamais été réellement débriefés » à leur retour. 

## Sources